# SV Hindenburg Allenstein
SV Hindenburg Allenstein was een Duitse voetbalclub uit Allenstein, Oost-Pruisen, dat tegenwoordig tot Polen behoort en sindsdien bekend is onder de naam Olsztyn.

## Geschiedenis
De club werd in 1921 opgericht en werd genoemd naar de Duitse generaal Paul von Hindenburg. De clug ging vanaf 1921 in de Bezirksliga Südostpreußen spelen, een voorronde van de Oost-Pruisische competitie. Na drie seizoenen trok de club zich terug, voor één seizoen. In 1926 werd de Ostpreußenliga ingevoerd als hoogste divisie. Hiervoor kwalificeerde de club zich niet. In 1927/28 namen ze wel deel aan de kwalificatieronde om te promoveren, maar slaagden hier niet in. In 1929 was het wel raak en de club promoveerde. Het volgende seizoen werd de club voorlaatste, voor stadsrivaal SV Viktoria Allenstein. Hierna werd de competitie afgevoerd en vervangen door drie Bezirksliga's. Daar werd de club in de eerste ronde verpletterd door Eintracht Frankfurt met 0-6. 
Het volgende seizoen werd Hindenburg vicekampioen achter Rastenburger SV en werd daarna Oost-Pruisisch kampioen en Baltisch vicekampioen achter SV Prussia-Samland Königsberg. In de nationale eindronde vierde de club een eerste succes door Hertha BSC met 4-1 uit te schakelen. In de kwartfinale was opnieuw Frankfurt de tegenstander en deze keer liet de club geen spaander heel van Hindenburg (12-2). Door de strenge winters in het Baltische gebied werd de competitie van 1932/33 in 1931 al begonnen en de geplande competitie van 1933/34 al in 1932. Nadat de NSDAP aan de macht kwam werd de competitie door heel Duitsland grondig geherstructureerd. De Gauliga Ostpreußen werd ingevoerd en het seizoen 1933/34, dat al begonnen was werd niet voltooid. Wel werd op basis van die eindrangschikking het aantal teams voor de Gauliga bepaald. Uit de Bezirksliga Süd plaatsten zich vier teams en Hindenburg had alle tien de wedstrijden gewonnen en plaatste zich dus met verve. 
In het eerste seizoen werd de club groepswinnaar, maar verloor in de finale van Preußen Danzig. Het volgende seizoen werd de club vicekampioen achter Yorck Boyen Insterburg. Na dit seizoen werden de clubs uit de Gauliga en de Bezirksklasse samen gevoegd en was de Bezirksklasse de voorronde van de Gauliga, waarvan de top twee zich kwalificeerde voor de eigenlijke Gauliga. Dat jaar nam de club de naam Standort MSV Hindenburg Allenstein aan. In het eerste seizoen werd de club groepswinnaaren plaatste zich voor de eindronde, die ook in twee groepen verdeeld was. De club won vijf van de zes wedstrijden en speelde één keer gelijk. In de finale tegen de andere groepswinnaar, Prussia-Samland, won Hindenburg met 0-2 en 7-2. Hierdoor plaatste de club zich opnieuw voor de Duitse eindronde. De eindronde werd niet meer in bekervorm gespeeld, maar in groepsfase. De club werd ingedeeld bij FC Schalke 04, PSV Chemnitz en Berliner SV 92. Alle zes de wedstrijden werden verloren.
Het volgende seizoen had de club in het district Allenstein opnieuw geen concurrentie. Dichtste achtervolger Masovia Lyck volgde op negen punten. In de eindronde werd de club weer groepswinnaar en na een gelijkspel in de finale tegen Yorck Boyen won de club de tweede wedstrijd met 7-0. In de Duitse eindronde werd de club ingedeeld in een groep bij Hamburger SV, BC Hartha en Beuthener SuSV. Deze keer werd de derde plaats bereikt en liet de club Beuhener SuSV achter zich.
In 1937/38 doorbrak Masovia Lyck de hegemonie van Hindenburg en werd groepswinnaar. Als tweede plaatste de club zich wel nog voor de Oost-Pruisische eindronde en werd daar tweede achter Yorck Boyen. Na dit seizoen kwam er een Gauliga die nog maar uit één reeks bestond. Als tweede kwalificeerde de club zich hiervoor en de club werd met elf punten voorsprong op Masovia Lyck kampioen. In de laatste deelname aan de Duitse eindronde werd de club opnieuw derde achter Hamburg, VfL Osnabrück, maar voor SpVgg Blau-Weiß Berlin.
Door het uitbreken van de Tweede Wereldoorlog kon de legerclub niet langer aan de competitie deelnemen en na de oorlog werd de club opgeheven.

## Erelijst
Gauliga Ostpreußen
1936, 1937, 1939